# Biggles jde do války
Biggles jde do války (v originále: Biggles Flies East) je dobrodružná kniha angl. autora W. E. Johnse z roku 1935. V Česku šla do tisku v roce 1939, kdy byla přeložena z anglického originálu Antonínem Kyzlinkem. Obálku navrhl Josef Bohuslav. Tisk však z důvodu okupace byl dokončen až v roce 1946 v knihtiskárně Antonína Nováka v Kutné Hoře. Vydalo ji nakladatelství Toužimský & Moravec v Praze.
Dějově se odehrává během první světové války. Poprvé se zde objevuje jedna z hlavních záporných postav cyklu — německý důstojník Erich von Stalhein.

## Děj
Odehrává se v první pol. 20. století. Kapitán James Bigglesworth, známý svými přáteli pod přezdívkou Biggles byl povolán anglickým velením na přísně tajnou vyzvědačskou misi na Střední východ do Jeruzaléma. Angličané zde ztrácejí kontrolu nad nepřítelem z důvodu výskytu špičkových německých vyzvědačů, z nichž nejlepší byl chlapík pod jménem El Šerif. Nejlepší anglický vyzvědač major Sterne se ho už několik let pokoušel dopadnout však bezúspěšně. Biggles byl tedy pověřen velmi riskantním úkolem a to tím, že se měl vetřít mezi německé vyzvědače a vzít na sebe německou uniformu a cizí jméno německého pilota Leopold Brunow. Biggles se vším souhlasil, ale pod podmínkou, že pro tuto akci si vybere své lidi. Tím byli jeho nejlepší přítel a bratranec Algernon Montgomery Lacey známý pod přezdívkou Algy a major Raymond, jeho nadřízený od 266. letky ve Francii. Biggles se s Algym a Raymondem dohodl na podmínkách, aby jejich akce vyšla. Jejich letecká základna byla v Kantaře, kde byli Britové, Biggles však díky svému úkolu musel odletět do nepřátelské Zabaly, kde bylo letiště německých vyzvědačů. Zvolili si spojující místo, jejímž byla oáza Abba Sud, v nichž se měli po čase scházet, a Biggles tam měl podávat Raymondovi informace o průběhu akce. Biggles dostal od Raymonda prsten německého vyzvědače (každý německý vyzvědač měl totiž svůj prsten) a požádal Algyho o písemnou komunikaci za pomocí textových vzkazů, které mu měl Algy shazovat z letadla dolů v Zabale a měl u toho několikrát přiškrtit škrticí klapku jako zvláštní poznávací znamení. Když Biggles přistál v Zabale, hned se seznámil s hrabětem Faubourgem, který ho hned přijal a seznámil ho se setníkem Erichem von Stalheinem. Stalhein, jenž chodil o berlích, už od Bigglesova příletu k němu choval výrazné podezření. Nejprve Bigglese zaúkolovali, aby našel pěchotu australských vojáků v Palestině. Biggles však zamířil k Abba Sud, kde o tom řekl Raymondovi. Ten mu poradil, aby podal zprávu, že vojska jsou Sidi Ariše a pověřil Bigglese úkolem, aby vyhodil do povětří hráz poblíž Zabaly a tím znepříjemnil Němcům zásobování vody. Biggles si ale na obloze všiml nepřátelského letadla značky Pfalz a poznal, že v něm sedí Stalheinův podřízený Leffens, který Bigglese měl na jeho rozkaz sledovat. Biggles se svým letounem Soptwith Pup, které dostal v Zabale, dokázal Leffense sestřelit a přistál u jeho vraku v domnění, že snad přežil. Leffens ale nepřežil a tak mu Biggles vzal jeho prsten v myšlence, že se bude hodit. Po návratu do Zabaly podal zprávu o australské jízdě, načež byl hrabě Faubourg v šoku, neboť tento úkol byl falešný a měl jen prověřit Bigglesovu ochotu k práci vyzvědače. Hrabě tak podal rozkaz pro německé piloty, kteří oblast v noci vybombardovali avšak bez zabití jediného vojáka, neboť vojáci se těsně před setměním přesunuli jinam, o čemž Raymond moc dobře věděl, a proto to Bigglsovi poradil. Biggles se té noci vydal zničit hráz za pomoci bomby, jenž mu dal Raymond. Té noci Biggles uviděl na dráze postavu Araba, který skočil do letadla schovaného dále na dráze a odlétl. Biggles rychle odnesl bombu k hrázi a odpálil ji. V tom zmatku při útěku od hráze ale ztratil prsten (čehož si bohužel hned ráno všiml podezřívavý Stalhein, ale Biggles vytáhnul Leffensův prsten a dobrou výmluvnou historkou se z toho vykroutil, díky čemuž si u Faubourga začal budovat větší důvěru). Nad Zabalou se ještě tu noc objevil Algy, který dal Bigglesovi signál, shodil mu písemný vzkaz do jednoho sadu a měl co dělat, aby se vyhnul protiletadlové palbě. Biggles se podle vzkazu měl co nejdříve dostavit do oázy, kam také hned vzlétl, jenž cestou potkal jiné německé letadlo, které se kvůli podivnému směru letu rozhodl sledovat. Při pronásledování ale vletěl do písečné bouře a musel nouzově přistát. Ocitl se v místě neznámé oázy a při jejím prozkoumávání zpozoroval Stalheina s bandou Arabů. Poté, co odešli do malé chýše se studnou, kterou tam postavili Biggles dlouho čekal, ale nakonec kvůli žízni seběhl dolů ke studni, aby se napil. Potom zažil šok, když si všiml, že domek je prázdný. Rychle se proto vrátil k letadlu, ale tam na něj čekala skupina jiných Arabů, která ho zajala. Po několika hodinách vláčení po poušti byla skupina těchto Arabů přepadena jinými Araby a Bigglese si odvedla až k Britské základně, kde ho chvíli vyslýchali a poté ho odvedli na jakési údolí, kde mu poručili, aby čekal. Po jejich odjezdu v tomto místě přistál k Bigglesovu velkému překvapení Mayer a ten s ním vzlétl směrem k Zabale. Cestou je ale sestřelil Algy, který byl na výzvědném letu a vůbec nevěděl, že v německém letadle sedí Biggles. Po tvdrém přistání kvůli poškození se Biggles ze všech sil snažil zachránit vážně zraněného Mayera. Dostal se s ním až na místo, kde zanechal své letadlo po přistání v bouři. Všiml si ale velké skupiny Arabských vojáků, kteří mířili směrem k britským zákopům, a pochopil, že se jedná o překvapivý útok. Naložil Mayera do letadla a napsal vzkaz na kus papírku ze svého zápisníku, který poté rychle shodil nad britským letištěm a poté se zraněným Mayerem, který byl po celou tu dobu letu v bezvědomí, odlétl směrem do Zabaly. Oslavován jako hrdina, Biggles dostal od Stalheina úkol spálit zbytek Mayerova letadla, což Biggles udělal, ale mezitím instinktivně prohlédl vrak a našel v něm britskou leteckou čepici. Poté rychle odlétl směrem k Abba Sud, kde se setkal s Algym, který se svým novým letadlem mu podal zprávu, že Britům dělá problémy kapitán Hess, (se kterým se mimochodem Biggles setkal už v Zabale) a také hlavně, že vytvořili falešné letiště jihovýchodně od Kantary. Biggles si ale nejprve skočil do Algyho stroje (byl to Soptwith Camel) a podařilo se mu sestřelit Hesse (Pfalz D.III), načež měl velkou radost, neboť ho pro jeho velkou namyšlenost nenáviděl. Když se zase vrátil se svým letadlem do Zabaly, kde mu po podání zprávy o britském letišti, byl předán rozkaz, aby ho s ostatními piloty zničil. U letiště byli napadeni britskými piloty a Biggles v zoufalství vystřelil z bombardovacího letounu signální náboj, který díky tajnému znamení (o kterém Biggles nevěděl) zachránil celý roj. Po návratu do Zabaly Biggles v noci tajně prohledal Stalheinovu skrýš, zda v ní nenajde nějaké stopy, avšak bezúspěšně. Následující den dostal zprávu o tom, že Britové dopadli El Šerifa a měl se tedy pokusit o jeho záchranu. S britským letounem tedy odletěl do Kantary. Až tam se Biggles přesvědčil jak to všechno je a Raymonda přesvědčil, že mají nepravého El Šerifa. Cestou zpátky do Zabaly byl ale napaden smečkou německých letadel, ale podařilo se mu vyváznout. Na letišti v Zabale se zničehonic objevil skutečný Brunow. Biggles ho ale včas omráčil, jenže mezitím zjistil, že na letiště dopravili jednoho britského zajatce. Byl to Algy, kterému selhal motor na německými zákopy. Bigglesovi se ale podařilo ho vysvobodit a s jeho pomocí potom Algy i s pravým Brunowem odlétl do Kantary. Biggles věděl o tajných nočních letech jednoho Araba a tak když uzřel v noci na dráze stojící letadlo i s pilotem, mazanou báchorkou ho vystřídal a poté s nic netušícím Arabem odletěl za britské zákopy. Na letišti v Kantaře ho chtěl rychle zatknout, avšak on už v letadle nebyl, což Bigglese úplně rozhodilo. Ne ale na dlouho, protože když potom si za pomoci Raymonda zavolal na „pomoc“ k dopadéní El Šerifa Majora Sterna. Poté krátce po Sternově příchodu všechny včetně generála přesvědčil, že Sterne, podivný Arab a El Šerif je jedna a tatáž osoba jménem Stalhein, dal se Erich rychle na útěk. Vběhl do letadla a vzlétl s ním, byl však krátce po startu sestřelen britským dělostřelectvem a havaroval. Biggles byl po této dobře odvedené práci s Algym a Raymondem, zpět převelen do Francie.

## Postavy
- James H. Bigglesworth
- Algernon Montgomery Lacey
- Major Raymond
- Erich von Stalhein (Major Sterne, El Šerif)
- hrabě Faubourg
- Mayer
- kapitán Hess
- Leopold Brunow
- Leffens

## Letadla
- Soptwith Pup
- Soptwith Camel
- Halberstadt C.V
- Bristol F.2 Fighter
- Pfalz D.III
- Royal Aircraft Factory B.E.2
- Hansa-Brandenburg C.I